# Акантус (биљка)
Акантус (Acanthus mollis) од грчког άκανθα – бодља (због бодљи по ободу листа). У античко доба био је то и назив за неке трновите акације (Acacia nilotica (L.) Delile). На српском језику срећу се и називи матруна и архитект. Архитект је чест назив због употребе на коринтским и другим стубовима. Према Софрићу: „српска символика биља акантус повезује са љубављу према лепим вештинама“. Слично, и енглески назив artist's acanthus акантус доводи у везу са уметношћу. Епитет mollis значи савитљив, лако се помера, мекан, грациозан.
Изглед листа у неким језицима асоцира на медвеђи траг: медведник, медвеђа стопа (српски), bear's-breech (енглески), Bärenklaue (немачки), медвежья лапа (руски)... У фармацеутским приручницима средњег века и касније среће се назив Branca Ursina spinosa чије је значење „медвеђа шапа” за листове и корен који су употребљавани против дијареје, назеба и опекотина. Навијачи грчког фудбалског клуба Паок себе називају акантусима (ακανθιοι).

## Опис врсте
Крупна перена висока 100-150 cm, са листовима у розети из које полазе усправна цветне стабљике. Образује простране групе.
Листови са дубоко урезаним режњевима, тамнозелени, сјајни. Нерви беличасти. Најнижи листови нису бодљиви. Дужина листова 100 cm, а ширина 20 cm.
Цветови су у усправним средње растреситим цвастима, са 100-120 цветова. Миришљави су, на кратким дршкама и са бодљивим зеленољубичастим брактејама. Цветање од касног пролећа до половине лета. Чашица са једним горњим и једним нешто краћим, на врху усеченим листићем и два бочна кратка. Круница је трубичаста петочлана, са три латице (две горње су закржљале), беличаста, розикаста или љубичаста са тамнијом нерватуром, дуга 5 cm. Четири прашника са маљавим антерама окружују двооки тучак са дугим стубићем и дворежњевитим кончастим жигом.
Плод двоока јајаста чаура (3×2 cm) отвара се на два сегмента, а преграда се дели, ослобађајући неколико крупних овалних, спљоштених семена. Семе смеђе до тамно смеђе неправилно елипсоидно, ексалбуминско; клијање хипогеично. Број зрна у граму 5.

## Ареал
Верује се да потиче из југозападне Европе. Данас расте у северној Африци, западној Азији и јужној и југоисточној Европи.

## Биоеколошке карактеристике
Расте на заштићеним сувим стаништима добро подноси сушу и сенку, а при пуној осунчаности, током лета, може да дође до опрљивања ивица листова и до њиховог увијања. Може да поднесе ниске температуре до -15 °C. Младе биљке треба штитити током зиме, па чак и старије при јачим хладноћама. Зоне: 7-9. Погодују јој дубока, плодна, влажна, иловаста земљишта (pH 6,6-7,5). Добро расте и на тежим глиновитим, уз добру дренажу, али не подноси забарена земљишта. Не може да презими у мокром земљишту. Сади се 3-5 биљака/m²

## Значај

### Примена ухортикултуриипејзажној архитектури
Најчешћа примена акантуса је солитерна садња као масивни акцент на травњацима и засењеним местима. Може се применити и у перенским бордурама, а као отпорна биљка налази место у мање погодним условима за раст биљака и природно уређеним вртовима. Може да постане инвазивна јер се шири коренским избојцима и самосевом, па има тенденцију формирања нових розета чији је век неколико деценија. При проређивању из преосталих коренова обнавља надземни део. Осетљива је на пепелницу и пужеве. Дубок корен спречава потпуно уклањање. Цвасти су погодне за резани цвет. Лист декоративан.

### Примена ван хортикултуре и пејзажне архитектуре
Листови и корен су астрингенти (контрахују ткива), емолиенти (омекшавају кожу) и утичу на зарастање рана. Биљка садржи знатне количине слузи и танина. Традиционално се користи за уганућа и опекотине. Мрвљени листови се као облоге стављају на опекотине За унутрашњу употребу користи се за иритирану слузокожу дигестивног и уринарног тракта.

## Унутарврсни и хибридни таксони
- Acanthus mollis var. latifolius

Широколисни акантус је хелиофит и може да поднесе и до 60 дана температуру преко 30 °C и сушу, али је осетљив на висок ниво подземних вода. Гаји се због широких листова који имају тропски изглед. Достиже висину и ширину од 1m, а за то му је потребно 2-3 године. Привлачи лептире има атрактивне листове. Погодан је за мале екстензивно одржаване вртове као и цветне леје и бордуре.
- Acanthus mollis 'Oak Leaf'

Сорта врло слична основној форми по општем хабитусу, висини, времену цветања и другим особинама, само су листови дубље усечени (као код храста).
- Acanthus 'Summer Beauty' (A. spinosus L. × A. mollis)

Међуврсни клон висок 75 cm, са широким сјајним листовима и дугим цвастима беле и слезове боје. Средње брзине раста. Зоне 6-10.
- Acanthus mollis ‘Tasmanian Angel’

Овај клон, нађен је у Тасманији, има рељефне листове са белим ободом и мрљама. Формира велике розете високе 90-120 cm и ружичасте и крем цветне скупине у касно лето.
- Acanthus ‘White Water’

Култивар акантуса са дубоко режњевитим листовима белих маргина расте 120-150 cm. Један од родитеља је Acanthus ‘Summer Beauty’ од кога је наследио отпорност према суши и ниским температурама. Зоне 7-10; pH 5,5-7. Цвасти, током лета, ружичасте и крем. Неизбирљив према земљишту. Од клона ‘Tasmanian Angel’ је виталнији и има дуже, усеченије и кожастије листове. Лисна дршка је такође дужа.